# 俄亥俄州众议院
俄亥俄众议院（英語：Ohio House of Representatives）是美国俄亥俄总议会的下議院，共有99名议员，每届任期2年。现任众议院議長为共和黨籍的馬特·霍夫曼。